# Yakuza
Pour les articles homonymes, voir Yakuza (homonymie).
Un yakuza (ヤクザ) est un membre d'un groupe du crime organisé au Japon (mafia). Les yakuzas sont représentés par quatre principaux syndicats, présents sur tout l'archipel, et possèdent également des ramifications dans la zone Pacifique, et même en Allemagne et aux États-Unis.
Après avoir longtemps profité de leurs relations avec la classe politique et le patronat pour étendre leurs activités, les yakuzas sont visés, depuis les années 1990, par plusieurs législations visant à les exclure de la société et à s’attaquer à leurs sources de revenus sans pour autant les interdire officiellement. En conséquence, après avoir culminé à 180 000 membres dans les années 1960, à l’apogée de l’organisation, les effectifs des yakusas ont diminué de 70 % entre 2004 et 2020 selon la police japonaise. Ils étaient officiellement 28 200 membres fin 2019.
Ils seraient la plus grande organisation de crime organisé sans être pour autant secrète. Ainsi, les clans ont généralement pignon sur rue, la plupart du temps sous couvert d'une structure légale de type associatif.

## Étymologie

Le mot yakuza en katakana (ヤクザ).

L’origine du mot « yakuza » apparaît sous le shogunat des Tokugawa (1603-1867). Il est tiré d'une combinaison du jeu de cartes japonais appelé oicho-kabu, proche du baccara, qui est traditionnellement joué avec des cartes de kabufuda ou de hanafuda. À la fin d'une partie, les valeurs des cartes sont additionnées et l'unité de la somme représente le score du joueur. Le but du jeu est de s'approcher le plus de 9.
« Ya » vient de yattsu, qui signifie huit (peut également se dire hachi), « ku » veut dire neuf (le mot kyu est aussi utilisé), et « za » est sans doute une déformation de « san » qui veut dire trois. Ya-ku-za est donc la somme de 8, 9 et 3, soit 20 et donc un score de 0, qui est une main perdante. Ce nom signifie donc « perdants », « bons à rien ». Les yakuzas sont à l'origine issus des plus pauvres, des exclus de la société.
Une autre origine est parfois évoquée : les policiers devaient entrer dans des temples pour y débusquer des joueurs, mais non sans hésitation, car les sanctuaires shinto sont sacrés. Sur une chaise, à l’entrée, un guetteur veillait. Le « rôle » (yaku) de la chaise (za) était donc d'être un rempart entre police et joueurs.
Dans la terminologie légale japonaise, les organisations de yakuza sont appelées bōryokudan (暴力団), littéralement « groupe violent ». Les yakuzas considèrent ce terme comme une insulte, car il s'applique à n'importe quel criminel violent. Dans la presse occidentale, on les identifie parfois à la « mafia japonaise », par analogie avec d'autres groupes du crime organisé, comme la mafia sicilienne.

## Histoire

### Les débuts: l’ère Edo
En dépit de leur notoriété dans le Japon moderne, l'origine précise des yakuzas est encore aujourd’hui sujet à controverse.

#### Les yakuzas, descendants desbakutoet destekiya…

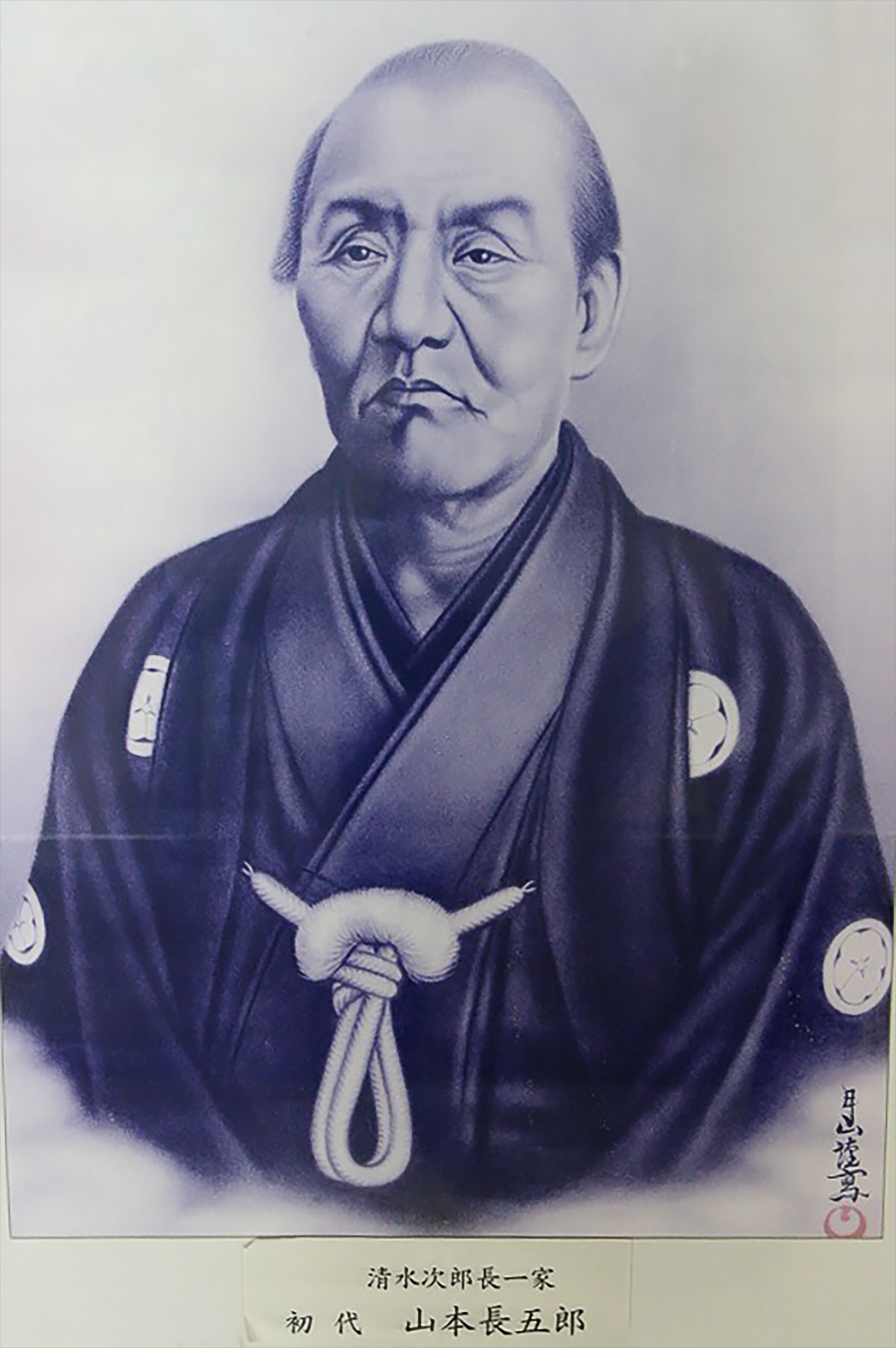
Bakuto, Shimizu no Jirocho (Chogoro Yamamoto) est le premier bandit riche et célèbre de l'époque moderne.

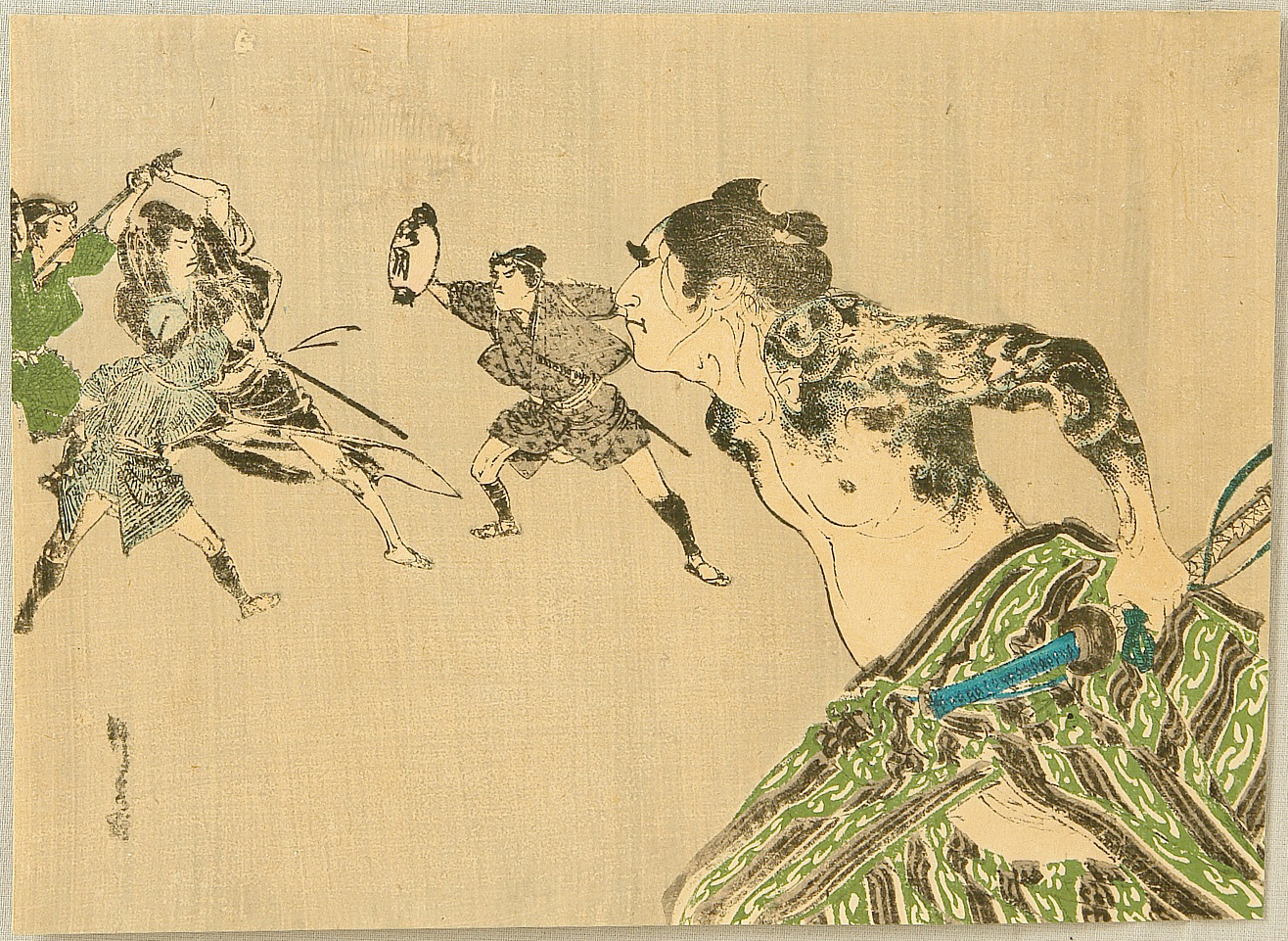
Un yakuza avec un tatouage de dragon court pour aider son camarade, qui se bat contre la police.

La première hypothèse serait que les yakuzas seraient les héritiers de deux corporations distinctes :
1. les bakuto (joueurs professionnels) qui travaillaient dans les villes, sur les marchés et les foires, et contrôlaient le monde des jeux de hasard, très en vogue à l’époque[9] (c’est encore aujourd’hui une des activités les plus lucratives des yakuzas)
2. les tekiya (colporteurs et camelots) qui travaillaient sur les routes[9].

À l'origine, le recrutement des membres de ces deux groupes se faisait dans les mêmes milieux (paysans sans terres, voyous). Chaque groupe, une fois constitué, s'attachait un territoire fixe et délimité. Ils pouvaient compter jusqu'à 500 hommes armés, comme celle du bakuto Shimizu no Jirocho (Chogoro Yamamoto) (1820-1893), le premier bandit riche et célèbre de l'époque moderne. Les yakuzas ont hérité de certaines traditions des bakuto, notamment la tradition du yubitsume (doigt coupé) et de l'irezumi (tatouage japonais).

#### … ou desmachi-yokko?
Les yakuzas eux-mêmes privilégient une autre hypothèse : ils affirment descendre des machi-yokko (« les serviteurs des villes »). Lors de la démilitarisation, ayant eu lieu dès 1603, et survenant lors de la « Pax Tokugawa », période de paix qui durera 250 ans, les samouraïs représentaient 10 % de la population, soit 2 à 3 millions de personnes. 500 000 sont démobilisés, dont certains deviennent des rōnins, des samouraïs sans maître, en rupture de ban. Ils deviennent des bandits de grand chemin, terrorisant les populations, semant le désordre, voire tuant des citoyens pour le plaisir, d’où leur nom de « kabuki-mono » (les « fous »).

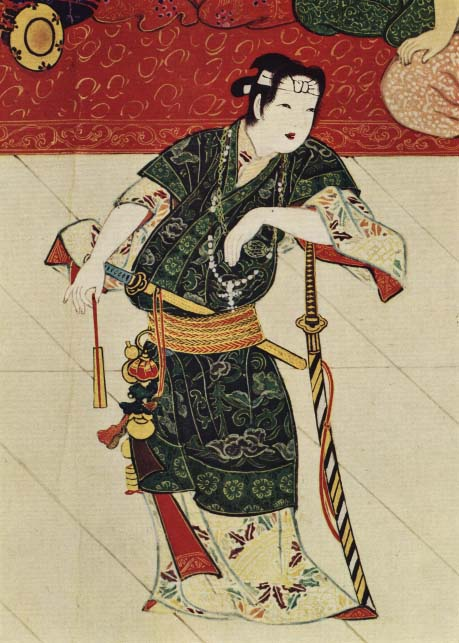
Un acteur déguisé en kabuki-mono, avec son habillement particulier.

Il n’y a pas de lien immédiat avec le théâtre, mais le mot « kabuki » signifie être extravagant, excentrique. D’où l’idée d’un personnage qui ne se plie pas à la règle et qui se manifeste. On pouvait distinguer les kabuki-mono par leur mode d'habillement particulier, leurs coupes de cheveux, la longue épée qu’ils portaient et leur mauvais comportement général. Ils avaient également l'habitude de pratiquer le tsujigiri, qui consistait à tester l'efficacité d'une nouvelle lame sur les passants. Certains groupes étaient très organisés, et se prénommaient eux-mêmes les hatamoto-yakko, c'est-à-dire les « domestiques du shogun ».
Dans le courant du XVe siècle, les ancêtres des yakuzas se seraient ainsi rassemblés pour créer des associations de défense afin de se protéger des kabuki-mono. Ils vont ainsi devenir des machi-yokko, que l’on pourrait présenter comme étant des défenseurs des opprimés.
D'après le chroniqueur du magazine français Historia et enseignant au Japon Christian Kessler, c'est véritablement au début du XVIIIe siècle que voient le jour, dans les grands centres urbains d'Osaka et d'Edo (ancien nom de la ville de Tokyo), les organisations yakuza sous la houlette de chefs de bande.
Les groupes yakuza sont également constitués de hinin (non-humains) et de eta (pleins de souillure) qui, dans la hiérarchie sociale, sont derrière les samouraïs, les artisans et les marchands. Les hinin regroupent les gens du spectacle, les gardiens de prison, les bourreaux, etc. ; quant aux eta, ils sont essentiellement constitués par ceux dont le métier est lié à l'abattage d'animaux. D'ailleurs, l'origine de leur discrimination se trouve sans doute dans la religion shinto et dans le bouddhisme qui considèrent comme une souillure toute occupation liée à la mort et au sang. Bien que « libérés » en 1871 lors de la restauration de Meiji, ces burakumin (littéralement « gens du hameau ») ont toujours souffert de multiples discriminations de caste, principalement à l'emploi et au mariage. Cet état de fait perdure encore de nos jours et contribue encore à fournir les rangs des yakuzas,. Les burakumin représentent en effet 70 % des membres du Yamaguchi-gumi, le plus grand clan yakuza.

### De l'époqueMeijià 1945
Le statut et les activités des yakuzas vont progressivement évoluer, en parallèle des bouleversements politiques et de la structure japonaise. L’entrée dans l’ère moderne avec l’ère Meiji (1868) va symboliser le renouveau des yakuzas, qui vont étendre leur pouvoir sur toute la société. Les idées nouvelles introduites par Karl Marx font peur à une partie de la population, ce qui sert les nationalistes. Appuyés par la pègre conservatrice, ils gardent le pouvoir, malgré les premières grèves violentes qui éclatent dans les mines de charbon.
Les activités des Tekiya vont s'intensifier, grâce à des couvertures légales (autorisées par les liens tissés avec le gouvernement en grande partie) qui leur assurent une totale légalité de la partie émergée de leurs activités. De plus, la pratique de recrutement va s’intensifier grandement, fournissant aux organisations de plus en plus de main-d’œuvre permettant d’étendre leurs pouvoirs. Du fait de l’importance grandissante des Tekiya, les trafics s’intensifient, on assiste au développement du marché noir et du commerce du sexe.
À la fin du XIXe siècle et au début du XXe siècle, les liens entre yakuzas et politique vont encore s’accentuer, poussés par l’ouverture du pays vers l’Occident. Les yakuzas, demeurant très attachés aux traditions, vont refuser tous contacts et actions bienveillantes à l’égard des Européens et des Américains. Ils organisent des actes terroristes visant des personnages politiques favorables à une ouverture du pays ; deux premiers ministres et deux ministres des finances, entre autres, seront ainsi assassinés.
Ils sont néanmoins favorables à l’expansion coloniale du Japon ; c’est dans ce but qu’ils manigancent, avec la complicité du ministère de la guerre, l’assassinat de la reine Min de Corée, pro-russe, le 8 octobre 1895, ce qui préparera l’intervention japonaise dans ce pays, et l’annexion qui suivra en 1910 et durera 35 ans, jusqu'à la fin de la Seconde Guerre mondiale.
Dans les années 1930, les yakuzas bénéficient d’une grande liberté, grâce à leur rapprochement idéologique avec la droite ultra-nationaliste,, très proche du pouvoir à l’époque. Lors de l’invasion de la Mandchourie, en Chine, ces liens leur seront très utiles. Les yakuzas seront présents pour l’occupation, et organiseront le trafic de matériaux précieux et stratégiques, ce qui leur permettra d’amasser une fortune colossale. Le lien entre les voyous et les politiques est assuré par certains parrains, les Kuromaku. Grâce à la fortune accumulée, certains de ces parrains joueront un rôle très important dans l’après-guerre, les plus connus et les plus influents étant Yoshio Kodama et Ryoichi Sasakawa.
Ils s'occupaient également de trouver, et d'exploiter les femmes de réconfort pour l'armée japonaise d'occupation.

### De la fin de laSeconde Guerre mondialeau début des années 1990
À la suite de la défaite lors de la Seconde Guerre mondiale, le Japon est occupé par les Américains. Des trafics s'organisent alors avec les dizaines de milliers de soldats de la force d'occupation, notamment en drogues. Les yakuzas s'occupent de la prostitution, devenue illégale. Ils profitent également du chaos généralisé pour s'approprier des terrains en toute illégalité, dans les villes où les plans cadastraux ont brûlé,.
En parallèle, les Coréens et les Taïwanais, utilisés comme main-d'œuvre durant la guerre sur le territoire du Japon, retrouvent la liberté. Les mafias de leurs pays d'origine tentent donc de s'installer au Japon, et de prendre le contrôle du fructueux marché noir. On appela ces nouveaux arrivants les Daisangokujin. Ils agrandirent rapidement leur territoire, car les forces de police avaient été affaiblies à la suite d'une purge effectuée par les forces d’occupation.

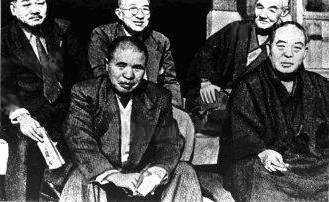
Yoshio Kodama (à gauche) rencontrant Ichirō Hatoyama, (à droite) et Bukichi Miki (en arrière-plan).

Cette situation fut un tremplin décisif pour l’organisation yakuza. Avec l’assentiment du pouvoir, elle fut utilisée afin de lutter contre ces mafias, et également comme briseuse de grève. Elle a aussi profité du fleurissement du marché noir dans un Japon ravagé par la guerre et privé de tout. Le pouvoir des yakuzas va donc se faire double : d’un côté ils bénéficient dans l’ombre de l’appui des hommes politiques et de la police, et sont en plus nécessaires à la société d’après-guerre, le marché noir restant le seul moyen de survie pour la majorité des Japonais. L'organisation criminelle japonaise devient donc un des piliers du Japon, avec l'assentiment des forces d’occupation, qui voyaient en elle une « force régulatrice ».
L'après-guerre voit également l'apparition d'une nouvelle criminalité, en parallèle de la pègre traditionnelle datant d’avant-guerre, et ayant encore une partie de ses traditions. Naissant en pleine crise sociale, le groupe des Gurentai (愚連隊) est constitué de membres plus jeunes, plus violents ; c'est une criminalité moins organisée. Ils avaient pour spécialités le trafic d’amphétamines et la prostitution, ou la pornographie. Ce groupe est progressivement absorbé par des gangs plus importants, pour finalement former les grandes familles qui sont encore aujourd'hui en place, comme les Yamaguchi-gumi, ou les Inagawa-kai. Entre 1958 et 1963, les yakuzas accroissent leurs effectifs de 150 % pour atteindre à leur apogée, un total d’environ 184 000 yakuzas, répartis dans 126 gangs. L’organisation compte alors plus de membres que l’armée japonaise elle-même. Des clans se forment et des guerres éclatent pour le partage de territoires.
Parallèlement, les Américains voient d'un mauvais œil l'avancée de l'armée populaire menée par Mao Zedong en Chine. Pour préserver définitivement le Japon du communisme, ils libèrent certains détenus politiques, comme Yoshio Kodama, qui, grâce à leurs relations avec les yakuzas et les partis d’extrême-droite, vont leur permettre de s’en protéger. Kodama réussit à amener la paix entre les gangs. C'est le « Al Capone » japonais ; il souhaitait créer une alliance entre les différents gangs, tout en faisant le lien avec le milieu politique japonais, faisant de ce fait grandir l'influence de la pègre. Des dirigeants politiques et patrons d’entreprise collaborent avec eux afin d’enrayer grèves ou manifestations antigouvernementales.
Dans les années 1980, les grandes familles de la pègre contrôlent des pans entiers de l'économie japonaise. Selon une enquête de la police réalisée en 1989, leur chiffre d’affaires s'élevait à 1 300 milliards de yens par an (10 milliards d’euros en valeur actuelle).
Cette situation perdurera jusqu'au début des années 1990, période du vote d'une loi décisive pour l'avenir de la pègre nippone.

### La loi Antigang de 1992

#### Contexte
Le 1er mars 1992, entre en vigueur une loi Antigang (Bōryokudan Taisaku Hō ou Bōtaihō), qui sera en 1993 complétée par une loi anti-blanchiment. Elles ont plusieurs causes :
- L’altération progressive de l’image des yakuzas auprès de la population[31] ;
- Les conflits entre corporations, qui ont parfois touchés des « civils » ;
- La perte de fonction sociale des yakuzas, avec :
  - La réorganisation des forces de polices dans les années 1960, qui a enlevé le rôle de « suppléant » aux yakuzas ;
  - La chute de l’URSS, qui rendit la lutte contre le communisme moins pressante ;
- Les scandales de corruptions qui éclaboussèrent le PLD à la fin des années 1980, début 1990[31] ;
- L’influence extérieure, notamment des États-Unis, qui constatent l’implantation de yakuzas sur leur territoire[32].

Cette loi met en place un recensement officiel des bandes, selon un certain nombre de critères. Les membres doivent ainsi bénéficier de leur appartenance à une organisation pour avoir des avantages financiers, qu’une partie d’entre eux aient un casier judiciaire, et que l’organisation soit hiérarchisée.
Si une bande est fichée, elle est alors sujette à des restrictions. Cette loi est uniquement administrative et non pénale, en cas de non-respect, un simple rappel à l’ordre est adressé au contrevenant.
Cette loi a été révisée en 2004, et renforcée par une mesure qui rend responsables les chefs de clans en cas de dommages causés à des personnes ou à des biens. Les citoyens concernés peuvent alors demander un dédommagement, sur présentation d'une simple preuve. Cette mesure a été prise afin de contrecarrer le chantage et le racket, activités pratiquées traditionnellement par les yakuzas.

#### Conséquences
Cette loi a eu plusieurs conséquences : une diminution des effectifs, un enterrement des activités et une rupture de l'équilibre avec la police.
À la suite de la mise en place de cette législation, le nombre des yakuzas a fortement diminué, mais sans pour autant disparaître. Les effectifs étaient estimés à 84 700 membres en 2005. Cette diminution n’est néanmoins pas le signe d’un déclin de la mafia japonaise. En effet, depuis cette période, les 3 grandes fédérations se sont renforcées. La loi a forcé les yakuzas à mettre en place une politique de sélection et de concentration de leur effectif, ce qui entraine une plus grande cohésion et efficacité des effectifs restants.
La loi a de plus obligé les clans à prendre une façade « légale », sous forme d’association, de groupes commerciaux ou d’entreprises :
- Le Yamaguchi-gumi transformait une partie de son organisation en « Ligue nationale pour l’épuration des terres ». Il s’agissait d’une association charitable à but non lucratif consacrée à enrayer l’abus de drogues.
- L’Inagawa-kai, se transformait en Industries Inagawa.
- Le Sumiyoshi-gumi devenait l’Entreprise Hor[36].

Les activités se sont aussi adaptées, avec un déclin des activités traditionnelles, mais qui ont été compensées par les divers trafics et la prostitution bas de gamme (salons de massage et services téléphoniques). Les yakuzas ont démultiplié leurs activités, et sont rentrés dans la clandestinité.
Enfin, l’équilibre avec la police s'est rompu. En effet, il existait auparavant un accord tacite de coexistence entre forces de l’ordre et mafia. De manière quasi systématique, si un yakuza commettait un crime, il allait ensuite se livrer à la police, pratique dénommée le iishu. Par la suite, il pouvait y avoir des négociations entre les parties, pour décider de la peine.

### Ordonnances d'exclusion de 2010
Depuis le 1er octobre 2010, de nouvelles ordonnances (en) déclinées au niveau préfectoral rendent illégales les relations entre population « civile » et yakuzas. En particulier les sociétés convaincues de les avoir financés ou d'avoir eu recours à leurs services, que ce soit en raison de racket ou pour assurer le calme lors de leurs assemblées générales, sont sujettes à de fortes amendes et à une confiscation de leurs biens. Ces ordonnances couvrent aussi la détention de comptes bancaires des yakuzas identifiés comme tels, et une obligation faite aux banques de contrôler plus strictement l'origine des fonds de leurs clients. Ces mesures susceptibles de désorganiser complètement les yakuzas font craindre à certains policiers que le crime organisé par les yakuzas, jusque-là régi par un certain code d'honneur — interdiction des viols, vols à main armée, cambriolages, trafic ou consommation de drogue, etc. — se transforme en une criminalité « désorganisée » et porte atteinte à la sécurité publique. En janvier 2012, l'apparition de nouveaux groupes criminels sans foi ni loi tels que Kanto Rengo a été signalée.
Les effets de ces mesures se traduisent dans les chiffres avec une baisse continue des effectifs, et des tentatives de réorganisation des activités mafieuses. Leur réintégration est souvent difficile : parmi plus de 9 000 yakuzas ayant quitté le milieu entre 2011 et 2015, 2 660 ont par la suite été inculpés par la police.

### Crise sanitaire du Covid-19
À la suite de la pandémie de Covid-19, l’organisation des yakuzas est affectée, perdant plus de 2 300 membres en 2020. Le racket qu’exerce l’organisation est perturbé à cause de la perte des revenus ou de la fermeture de commerces due à la limitation des sorties des Japonais, privant les yakuzas de mikajimeryō (« l'argent de la protection »). La perte d’effectifs favorise l’émergence d’une nouvelle délinquance, moins organisée.

## Fonctionnement des clans

### Le recrutement
Les yakuzas d'aujourd'hui viennent de milieux très variés. Les récits les plus romanesques racontent que les yakuzas recueillent les fils abandonnés ou chassés par leurs parents. Ils sont souvent recrutés par un clan dès le lycée, une majorité dans les communautés burakumin et coréenne.
- Les burakumin représentent 70 % des membres du Yamaguchi-gumi. La pègre accepte par ailleurs toutes les origines, ne se fiant qu'aux compétences des individus. En effet, les yakuzas se composent habituellement d'hommes très pointus, adroits, intelligents, car le processus pour obtenir un poste dans l'organisation est très concurrentiel et darwinien.

- Les Coréens, qui forment actuellement le groupe minoritaire le plus important du Japon, sont très présents au sein de la mafia japonaise. Ils entrent dans la pègre dans le but d'échapper à la pauvreté, car leur intégration sociale et financière au Japon est difficile[43]. Les Coréens représenteraient ainsi plus de 15 % des effectifs[44]. Certains gangs, comme le Tao Yuai Jigyo Kummiai, sont même constitués d'une majorité de membres d'origine coréenne.

Les yakuzas sont un milieu japonais entièrement constitué d'hommes. Le rôle des femmes se situe plus dans l'ombre. Elles restent rarement sans activité : elles tiennent des bars, des clubs, des restaurants et autres lieux de distractions. Néanmoins, certaines femmes restent en dehors des affaires. Cette situation découle d'une confiance limitée des yakuzas dans leurs épouses. Ils jugent que les femmes ne sont pas capables de se battre comme les hommes, qu'elles sont destinées à l'éducation des enfants et à tenir la maison, et qu'elles sont incapables de garder le silence. Il y a néanmoins des exceptions : quand, en 1981, Kazuo Taoka, oyabun du Yamaguchi-gumi, meurt d'une crise cardiaque, son épouse Fumiko Taoka lui succède pendant une courte période. Ou encore la peu connue mais honorable Nishimura Mako qui est la première femme yakuza à officiellement les rejoindre, elle s'est faite repérer par un chef de famille qui l'a vue se battre, technique de combat qu'elle a apprise en étant une bosozoku avant de promettre fidélité aux yakuzas.

### L'organisation interne

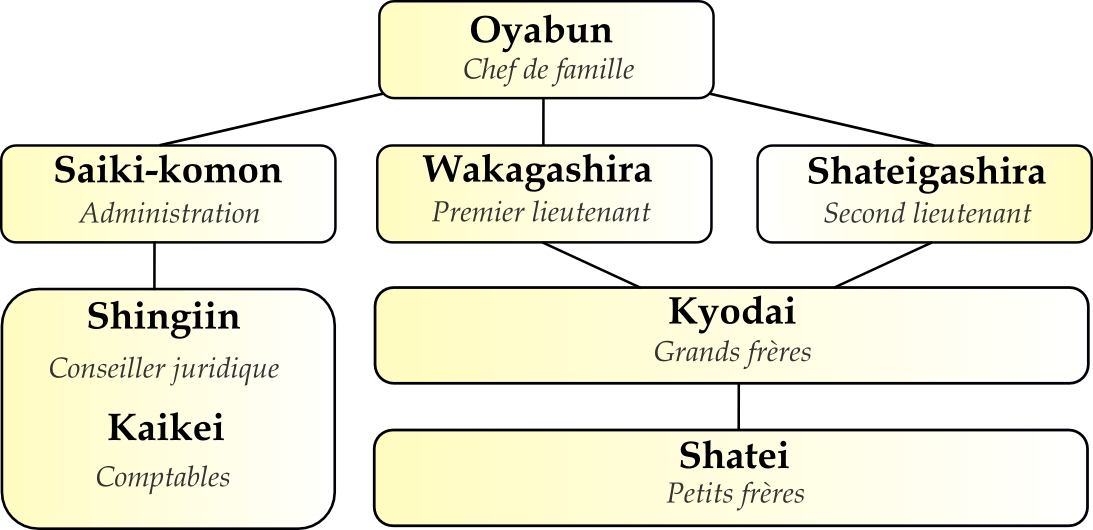
Organisation typique d'un clan yakuza.

Les yakuzas ont une structure semblable à celle de la mafia sicilienne, le clan (組, kumi) étant organisé comme une famille (一家, ikka). Ils ont adopté la structure hiérarchique traditionnelle de la société japonaise, pyramidale, mais aussi familiale, bien que les membres ne soient pas liés par le sang.
Le chef de clan (組長, kumichō) est considéré comme un patriarche, et appelé oya (親) ou oyabun (親分, littéralement « parent, chef », l'équivalent du parrain). Ce titre se transmet de père en fils, comme une sorte de droit féodal, ou à une personne en qui l’oyabun a une complète confiance. Chaque membre (組員, kumi-in) accepté chez les yakuzas doit accepter ce statut de kobun (子分, littéralement « enfant, protégé »), en promettant la fidélité inconditionnelle et l'obéissance à son patron. Toute la structure se fonde sur cette relation oyabun-kobun. L’oyabun, en tant que bon père, est obligé de fournir la protection et les bons conseils à ses enfants. Chacun des protagonistes respecte le code du jingi (仁義, justice et devoir). Chaque kobun peut à son tour devenir « parrain » quand il le souhaite, tout en gardant son affiliation avec son propre oyabun, et ainsi agrandir l'organisation mère.
Le chef de clan est entouré de conseillers (顧問, komon), le plus proche étant appelé saikō-komon (最高顧問). C'est un poste administratif qui s'occupe de l'état-major (avocats, comptables, etc).
Sous le chef se trouve le kashira (頭), ou plus précisément le waka-gashira (若頭) : c'est le numéro deux de la « famille ». Il dirige les cadres (幹部, kanbu), tels que le directeur général (本部長, honbuchō), le directeur du comité d'organisation (組織委員長, soshiki iinchō) ou encore le chef du secrétariat (事務局長, jimukyokuchō). Son « petit frère », le shatei-gashira (舎弟頭), est de même rang, mais inférieur en autorité. Il est un relais entre les rangs inférieurs et le numéro deux du clan.
Les rangs intermédiaires, les cadets (若中, wakachū), sont composés des kyōdai (兄弟, les « frères »), et le bas de la hiérarchie par les shatei (舎弟, petits frères),. Les apprentis sont appelés junkōseiin (準構成員).

### Les rituels et usages
« Il y avait des règles précises pour pratiquement tout - de la façon dont on salue quelqu'un au-dessous ou au-dessus de soi, la façon de parler aux gens, la façon d'indiquer que vous les écoutez, tout. C'est un monde féodal, très différent de la vie ordinaire extérieure. Et ça va même jusqu'à influencer les relations que vous avez avec les femmes. »
— Saga Junichi, Mémoires d’un yakuza

#### La «voie chevaleresque»
Les yakuzas suivent le gokudō (極道), la voie extrême. Mais ils ont également un certain « code d'honneur ». En effet, l’intégration de rōnin au XVe siècle leur a apporté un certain nombre de règles, à l’image du bushido chez les samouraïs. Cette ligne de conduite, le Ninkyōdō (la voie chevaleresque), contient 9 règles :
1. Tu n'offenseras pas les bons citoyens.
2. Tu ne prendras pas la femme du voisin.
3. Tu ne voleras pas l'organisation.
4. Tu ne te drogueras pas.
5. Tu devras obéissance et respect à ton supérieur.
6. Tu accepteras de mourir pour le père ou de faire de la prison pour lui.
7. Tu ne devras parler du groupe à quiconque.
8. En prison tu ne diras rien.
9. Il n'est pas permis de tuer un katagi (personne ne faisant pas partie de la pègre).

La règle 9 n'est pas souvent appliquée, et peu de clans suivent encore cette éthique, et les traditions en général.

#### La cérémonie d'intronisation
Pour devenir membre à part entière de la famille il faut faire ses preuves, la nationalité n'ayant aucune importance, il faut prouver son attachement aux traditions et à la famille. C'est pourquoi chaque aspirant doit suivre une sorte d'apprentissage qui dure environ six mois, et s'il s'est montré digne, il est intronisé dans la famille.
Il participe alors à la cérémonie d'admission des nouvelles recrues, c'est un rituel commun à plusieurs mafias dans le monde. Pour les yakuzas, cette étape se nomme le Sakazuki.
Le rituel d'entrée est très cérémonieux : il s’agit d’une réception dont la date est fixée en accord avec le calendrier lunaire. Tous les participants sont vêtus de kimono, et placés suivant un ordre établi, dans le silence le plus complet. La cérémonie se passe dans une salle traditionnelle, où sont entreposés un autel shintoïste et une table basse avec des cadeaux.
L'Oyabun et le futur membre sont agenouillés l'un à côté de l'autre en face de témoins (Azukarinin), et préparent du saké mélangé à du sel et des arêtes de poisson, puis ils versent le liquide dans des coupes. Celle de l'Oyabun est remplie entièrement, afin de respecter son statut. Le saké symbolise ici les liens du sang. Ils boivent ensuite une gorgée, s'échangent leurs coupes, et boivent à nouveau. Le nouveau Kobun scelle de cette manière son appartenance à la famille et à son Oyabun, il garde sa coupe (nommée Oyako Sakazuki), elle est le symbole de sa fidélité. Si un yakuza rend son Oyako Sakazuki à son chef, il rompt ses liens avec sa famille.
Par la suite, l’Oyabun fait un discours rappelant les principes des yakuzas, la fidélité et l'obéissance aveugle. Le rituel se clôt par la rupture du silence, où tous les participants crient en cœur « Omedetō gozaimasu ».

#### Les premiers pas dans l'Organisation
À la suite de cette cérémonie, le nouvel arrivant est un yakuza à part entière, et doit aider la famille en trouvant du travail.
Il s'appuie alors sur le territoire de la famille, de l'influence de son clan et de son expérience personnelle, où il se fait aider par ses aînés qui l'emploieront. Son travail dépendra aussi de la spécialisation de sa famille. Une partie de ses bénéfices sera reversée à son supérieur, en fonction de son rang, lequel reversera à son supérieur, et ainsi de suite. Il est courant que dans les premiers temps, les nouveaux membres soient exemptés de cette pratique, afin de ne pas pénaliser la croissance de leur affaire. Si par la suite, ils ont des difficultés à payer, la solidarité dans la famille jouera, et un autre membre pourra payer pour eux. Néanmoins, si cette situation est récurrente, le membre est rétrogradé, et si au contraire il cotise beaucoup, il monte en grade. S'il gravit suffisamment les échelons, il sera autorisé à fonder son propre clan.

#### En cas de faute

##### Leyubitsume

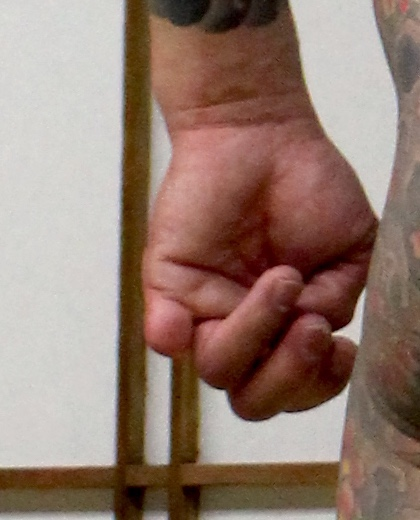
Exemple de yubitsume.

Il existe une autre cérémonie, plus simple : la cérémonie de départ, ou de licenciement (指詰め, Yubitsume). Si un yakuza enfreint le code d'honneur, il doit, pour se faire pardonner, se mutiler lui-même le petit doigt et l'offrir à l’Oyabun, et lui rendre la coupe de saké qu’il avait reçue lors du rituel d’entrée. S'il renouvelle sa faute, il doit recommencer la cérémonie avec les autres doigts. Cette punition, issue de la tradition des Bakuto, n’est pas rare, et peu de yakuzas atteignent un âge avancé avec tous leurs doigts. Ils gardent le plus souvent leurs doigts mutilés dans le formol, pour se rappeler leur disgrâce. Si on s'ampute d'une phalange à la suite d'une faute, on parle de shini-yubi (doigt mort). Mais on peut également utiliser ce rituel afin de mettre fin à un conflit, en donnant son doigt à l'autre clan. On parle alors de iki-yubi (doigt vivant). Néanmoins, cette pratique se raréfie, par souci de discrétion face aux autorités. D'après une étude de 1993, 45 % des yakuza ont une phalange coupée, et 15 % ont subi deux fois la mutilation.

##### Leseppuku
Si le yakuza commet une faute très grave, il peut aussi être exclu du clan, en recevant une lettre d'exclusion, nommée Hamonjyo. Elle l'empêche d'intégrer une autre famille en l'informant de sa disgrâce. Écrite en noir, elle symbolise une exclusion temporaire, en rouge, c'est une exclusion définitive.
Si la disgrâce est trop grande, le yakuza peut faire usage d'une autre forme de pénitence, plus radicale, le seppuku (plus connu sous le nom de hara-kiri), suicide rituel par éventration. Populaire chez les samouraïs et soldats japonais qui le pratiquaient comme pénitence pour leurs fautes, les yakuzas sont connus pour le pratiquer également, en cas de faute extrême.

#### La tradition du tatouage

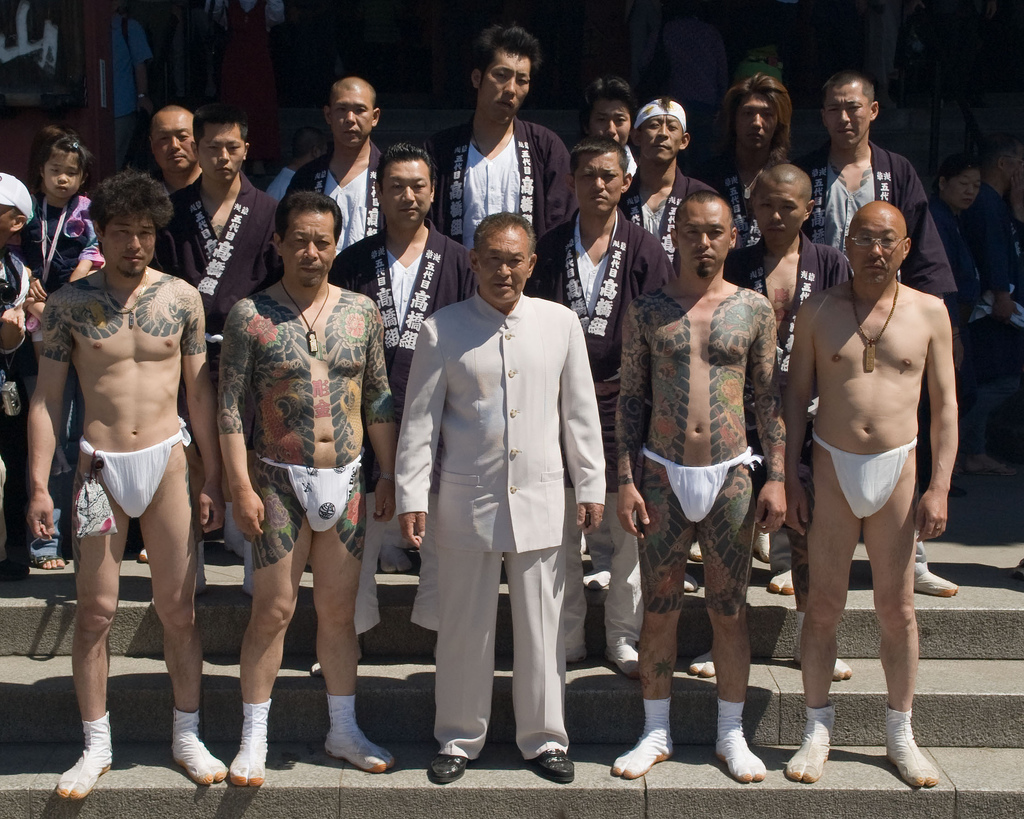
Un clan yakuza au Sanja Matsuri.

Le rituel le plus pratiqué au sein de la communauté reste le rituel du tatouage, plus connu sous le nom d’irezumi au Japon.
Sa mise en place est très douloureuse, car elle se fait encore de manière traditionnelle ; l'encre est insérée sous la peau à l'aide d'outils non électriques, des faisceaux d'aiguilles fixés sur un manche en bambou ou plus récemment en acier inoxydable (donc stérilisables), fabriqués à la main. Le procédé est onéreux et certains tatouages sur l’intégralité du corps peuvent demander des mois, voire des années de travail.
Plus de 68 % des yakuzas seraient tatoués, et chaque clan possède son tatouage particulier. Cette pratique est originaire des Bakuto, dont les membres se tatouaient un cercle noir autour de leurs bras à chaque crime commis. C’est aujourd’hui plus la résultante d’une volonté des clans de se différencier, et une preuve de courage et de fidélité envers leur « famille », car le procédé est irréversible.
Le tatouage des Yakuzas présente un lien fort avec l'art de la gravure sur bois japonaise à travers l'adoption fréquente de sujets et de composition issus de la série de gravures sur bois Au bord de l'eau, un roman fleuve chinois datant de la dynastie Ming.
Dans certains clans, le tatouage a une symbolique particulière : les motifs choisis par les chefs de clan pour les nouveaux membres sont à l'opposé de leur caractère. Par exemple, un dragon va correspondre à une personne calme, tandis qu'une geisha sera associée à une personne de nature agressive.

### Les principales familles
Les forces de l'ordre comptabilisaient 24 100 yakuzas en 2021 (1 800 de moins qu'en 2020), en comptant membres principaux et associés. Leurs estimations étaient de 39 100 en 2016 (-17 % par rapport à 2015), dont 18 100 membres principaux (-10 %), 53 300 membres en 2015, 58 600 yakuzas en 2013, 63 200 en 2012. D'autres estimations comptabilisaient en septembre 2012 plus de 80 000 yakuzas répartis dans 22 organisations criminelles désignées par le gouvernement. En 2007 on comptait 41 500 membres principaux (travaillant à plein temps) et 43 200 membres associés (ayant des activités annexes).
Leur nombre a beaucoup baissé à la suite d'une loi antigang votée en 1992 par le gouvernement japonais, afin de faire disparaître les syndicats du crime[réf. nécessaire]. Ils restent pourtant la plus grande organisation de crimes organisés du monde, selon le Livre Guinness des records. Leurs effectifs sont concentrés dans quatre familles principales : 
|                                                                            | |                                            |  |  |  |  |  |
| Yamaguchi-gumi (六代目山口組, Rokudaime Yamaguchi-gumi)                    | Créée en 1915, c'est la plus grande famille yakuza, avec 11 800 membres (dont 5 200 membres réguliers), contre 25 700 membres en 2013, répartis dans 750 clans, soit 45 % de l'effectif total. En dépit de plus d'une décennie de répression policière, le poids de cette famille n'a cessé de croître[Quand ?] avant de connaitre un déclin. Le Yamaguchi-gumi a son quartier général à Kobe, mais il est actif à travers tout le Japon, et mène également des opérations en Asie et aux États-Unis. Son oyabun actuel, Shinobu Tsukasa (de son vrai nom, Kenichi Shinoda), mène une politique expansionniste, il a fait de nombreuses incursions à Tokyo, qui ne fait pourtant pas partie traditionnellement des territoires du Yamaguchi-gumi. En 2015, le clan éclate en deux, un lieutenant de Kobe ayant fait sécession. | Yamabishi (山菱), le Mon du Yamaguchi-gumi |  |  |  |  |  |
| Sumiyoshi-rengō (住吉連合), parfois appelé Sumiyoshi-kai (住吉会)          | C'est la seconde organisation la plus importante, avec 9 500 membres en 2013 répartis dans 177 clans. Le Sumiyoshi-kai, comme on l'appelle parfois, est une confédération de plus petits groupes. Son chef est Hareaki Fukuda (福田 晴瞭). Structurellement, le Sumiyoshi-kai diffère de son rival principal, le Yamaguchi-gumi. Il fonctionne comme une fédération, avec une chaîne de la commande plus lâche et bien que Nishiguchi soit toujours le parrain suprême, il partage ses pouvoirs avec plusieurs autres personnes. |                                            |  |  |  |  |  |
| Inagawa-kaï (稲川会)                                                       | C'est le troisième plus grand groupe yakuza au Japon, avec approximativement 5 000 membres et 313 clans. Il est basé dans la région de Tokyo-Yokohama, et c'est l'un des premiers organismes de yakuzas à s'être lancé dans le marché hors du Japon. Depuis 2005, le petit-fils de Kakuji Inagawa, Hideki Inagawa est pressenti pour devenir le chef. |                                            |  |  |  |  |  |
| Tōa Yuai Jigyō Kummiai (東亜友愛事業組合), parfois appelé Tōa-kai (東亜会) | Fondé par Hisayuki Machii (町井 久之 Machii Hisayuki, né 鄭 建永 Chong Gwon Yong ; 1923 - 2002) en 1948, ce rengo est rapidement devenu un des plus influents de Tokyo. Il compterait 6 clans et plus de 1 000 membres, sa particularité étant d'être composé d'une majorité de yakuzas d'origine coréenne. Son chef actuel est Satoru Nomura (野村 悟). |                                            |  |  |  |  |  |

Les suffixes derrière chaque nom de famille ont tous une signification particulière. Le suffixe Gumi pourrait se traduire par « bande, compagnie, ou gang », Kai par « association ou société », et Rengō par "coalition" ou "fédération". Ils donnent une indication sur la forme d'association utilisée par la famille.

### Les activités lucratives des yakuzas

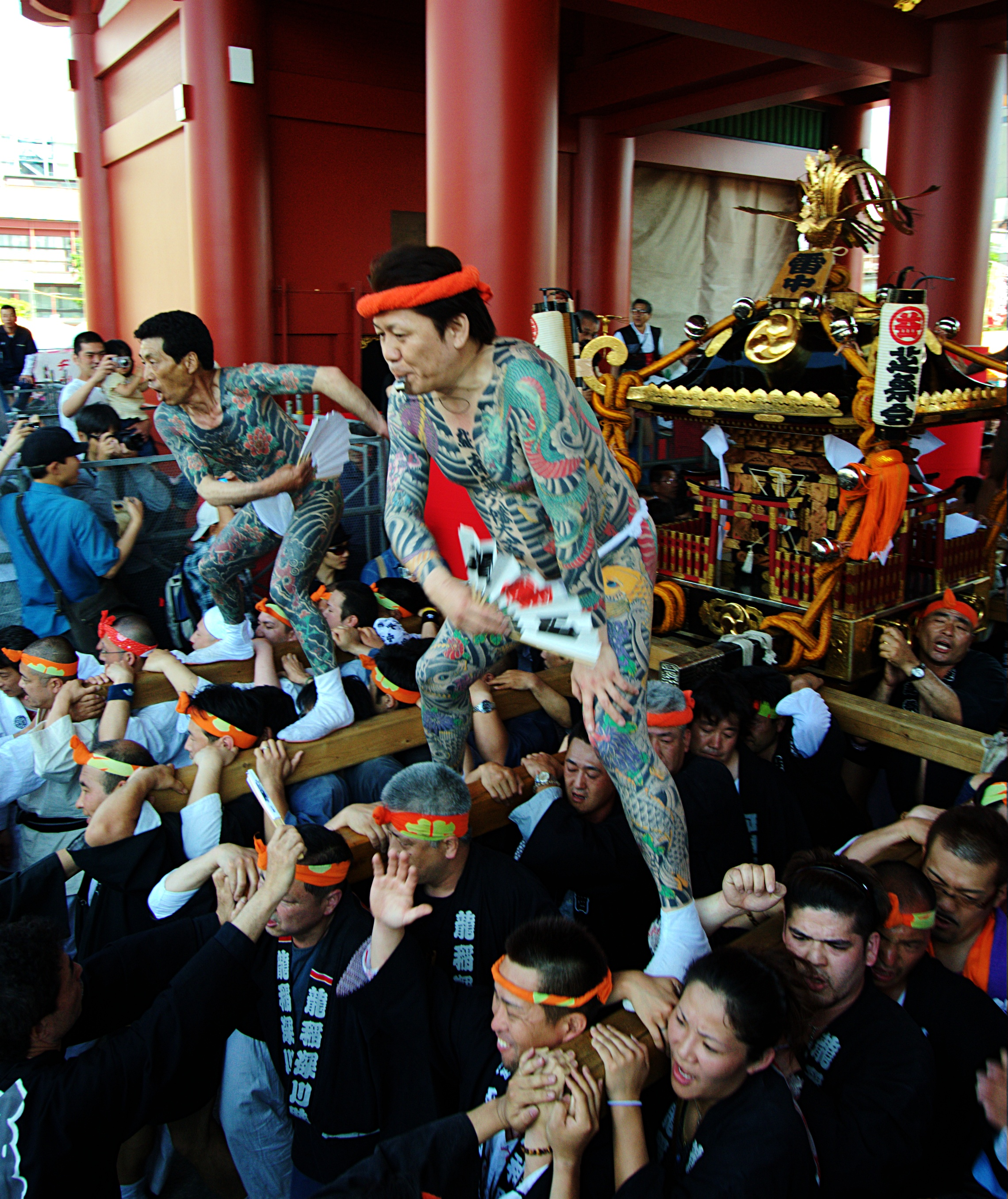
Des yakuzas arborant leurs tatouages lors de la grande fête de Sanja Matsuri. Ils font partie intégrante des festivités et ne choquent personne.

Une grande partie des activités actuelles des yakuzas peut être reliée à leur origine féodale. Contrairement à la mafia italienne et aux triades chinoises, ce n'est pas une organisation secrète, les yakuzas possèdent donc souvent un bureau bien visible, arborant le nom de leur clan ou leur emblème. Cela fait du Japon un des seuls pays au monde où les organisations mafieuses s'affichent en plein jour. Les bureaux des yakuza sont, légalement, des associations (dantai) le plus souvent vouées à « la poursuite de la voie chevaleresque » (Ninkyôdô). Les membres ont un code vestimentaire bien spécifique (lunettes de soleil et costumes colorés), de façon à être facilement identifiables par les civils (katagi). Même la manière de marcher des yakuzas est différente de celle des citoyens ordinaires, plus ample et « arrogante ».
Au contraire, ils peuvent être plus conventionnellement habillés, mais quand le besoin se fait sentir, ils peuvent mettre en valeur leurs tatouages, afin d'indiquer leur affiliation. Occasionnellement ils déambulent également avec des insignes sur leurs revers. La famille yakuza Yamaguchi a même publié un magazine interne avec un édito du parrain incitant au respect des valeurs traditionnelles, une rubrique spécialisée sur le crime, une rubrique people, sport et des poèmes en haiku, distribué aux 28 000 membres du clan. Il s'ajoute au périodique Jitsuwa document (実話ドキュメント, Jitsuwa dokyumento), créé en 1984 par Takeshobo, édité en 70 000 exemplaires depuis 2013 par Myway et qui disparaît en 2017.

#### Le racket des sociétés
Jusqu’à récemment, la majorité des revenus des yakuzas provenaient de dîmes, prélevées sur les commerçants et les entreprises situées sur leur territoire. En échange de la protection et de la bienveillance des yakuzas, ils versaient une sorte « d’impôt féodal ». Plus de 41 % des patrons de grandes entreprises japonaises affirment avoir été victimes de ce racket. Cette situation s'est maintenue, principalement à cause de l'hésitation des entreprises à aller demander l'aide de la police. Ce fonctionnement est à rapprocher du Pizzo exercé par les mafias italiennes (que ce soit Cosa Nostra, la N'drangheta ou la Camorra) : les hommes de main proposent aux commerçants une protection de leur magasin contre rémunération, et en cas de refus pillent voire détruisent eux-mêmes le magasin.

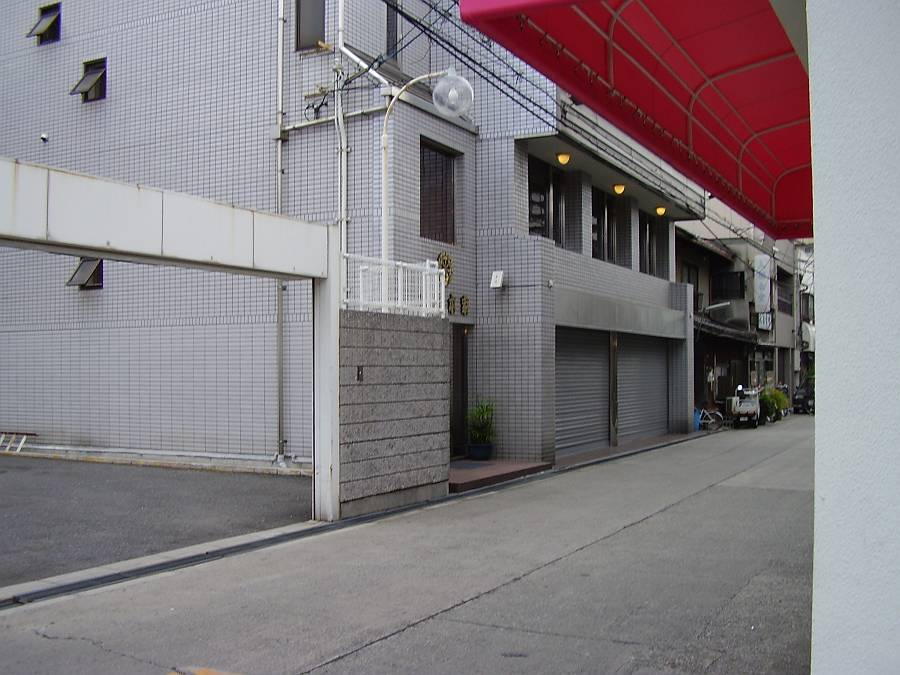
Un bureau Yakuza dans l'arrondissement de Nishinari-ku, à Osaka.

Les yakuzas tirent également leurs revenus grâce à une forme d'extorsion de fonds typiquement japonaise, connue sous le nom de sōkaiya (総会屋). C'est une forme de racket, et de protection. Au lieu de harceler de petites entreprises, l'organisation vend ses services : elle se loue pour étouffer toute contestation dans les assemblées générales d'actionnaires. Pour cela, elle achète un petit nombre d'actions, obtenant ainsi le droit de siéger au conseil des actionnaires de la société. Les yakuzas garantissent alors le wa, l’harmonie de l’assemblée, en effrayant l'actionnaire ordinaire par leur simple présence. Par exemple, en 1989, la banque Fuji, alors 3e banque japonaise, a été dénoncée pour avoir utilisé ce système, reversant plus de 200 millions de yens à des yakuzas. Un prêt destiné officiellement à « financer des cimetières privés », mais qui n'a jamais été remboursé.
Ils s'engagent également dans le chantage simple, obtenant des informations incriminantes ou embarrassantes sur les pratiques d'une compagnie, ou d'un de ses dirigeants. Une fois que les yakuzas ont mis un pied dans l’entreprise et assuré leurs gains, ils travailleront pour eux, évitant à la compagnie que des scandales ne deviennent publics, et seront payés en retour avec des pots-de-vin. Dans certaines entreprises, ces pots-de-vin sont même inclus dans le budget annuel.
On dénombrait plus de 8 000 sōkaiya en 1982, jusqu'à ce qu’une loi soit votée contre eux. Aujourd’hui, leur nombre serait revenu à 1 500. Néanmoins, 80 % des entreprises qui ont un chiffre d'affaires supérieur à 1 000 milliards de yens admettent avoir encore des contacts avec eux, dont environ 40 % leur verseraient encore des fonds, bien que cela soit considéré comme un délit.
La police japonaise est également peu disposée à interférer dans les problèmes internes de certaines communautés, comme dans les zones commerçantes, les écoles/universités, les quartiers d'activités nocturnes. Des pactes tacites sont conclus entre police et yakuzas, en vertu desquels les membres des clans échappent à toute arrestation dans les délits mineurs, comme ébriété sur la voie publique, petite bagarre ou casse légère. Dans ce sens, les yakuzas sont encore considérés comme des organisations semi-légitimes. Par exemple, juste après le tremblement de terre de Kobe, le Yamaguchi-gumi, dont les sièges sociaux sont à Kobe, s'est mobilisé pour aider les victimes du désastre (en fournissant même un hélicoptère), et ceci a été largement rapporté par les médias, ce qui contraste avec l'intervention beaucoup plus lente du gouvernement japonais. Pour cette raison, beaucoup de yakuzas estiment que leur racket est une sorte d'impôt féodal légitime.

#### Lutte professionnelle
Les yakuzas ont une influence forte dans la lutte professionnelle japonaise, le puroresu. Ils sont considérés comme étant des grands défenseurs de ce sport, ainsi que du MMA, mais leur intérêt reste en grande partie financier. Les lieux où se déroulent les combats de luttes (des arènes, des stades) leur appartiennent souvent, ils touchent ainsi un pourcentage sur les entrées. Il est courant que les lutteurs reçoivent des instructions spécifiques concernant le déroulement de leurs matchs, comme faire juste appel aux yakuzas de la foule. Le pionnier de la lutte au Japon, ancien lutteur de sumo, Rikidōzan, a été tué par un yakuza. Ils organisent des paris clandestins autour du puroresu, mais aussi du sumo, des courses de chevaux, et de lévriers.

#### Sumo

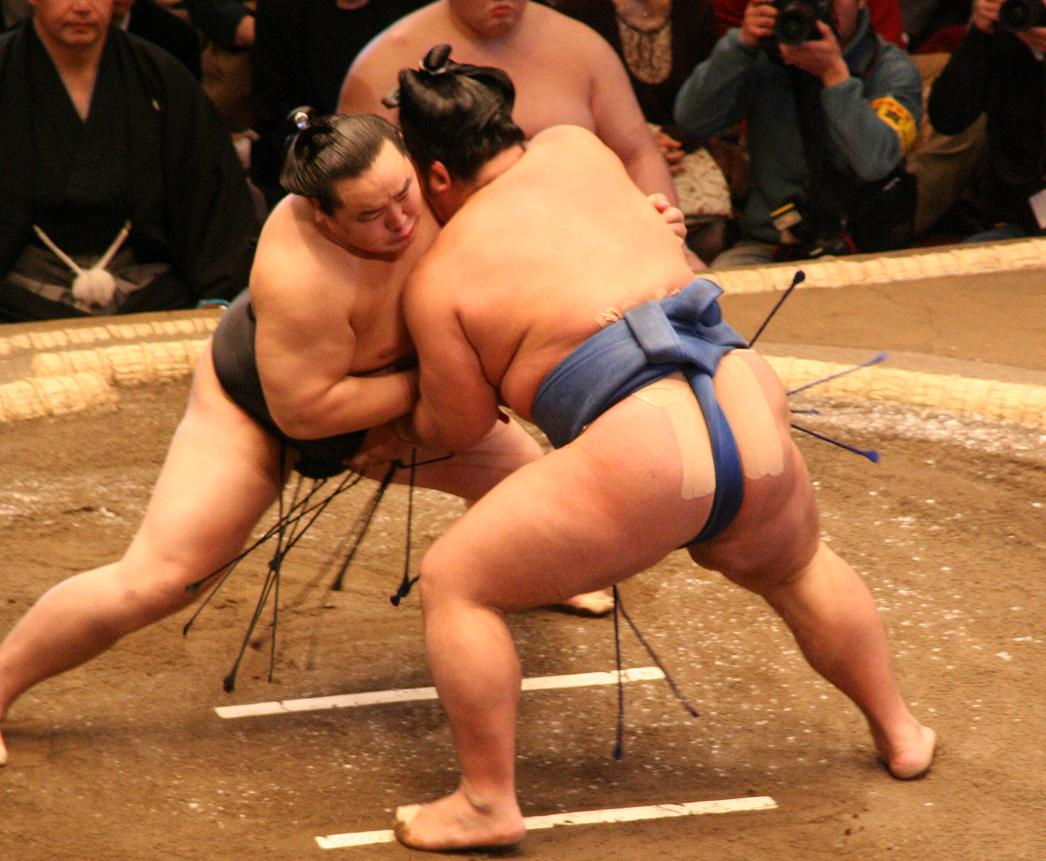

Les yakuzas sont également très présents dans le sumo, sport traditionnellement très apprécié par les Japonais. Ils organisent des matchs truqués, et contrôlaient l'organisation des paris, en corrompant certains sportifs en échange de services. Cette pratique a été mise au grand jour, ce qui a jeté un certain discrédit sur ce sport.
Les plus grands scandales interviennent en mai 2010. D'abord avec le démantèlement de l'écurie de sumo Kise (木瀬部屋, Kise-beya) et la rétrogradation de son maître Naoya Higonoumi (肥後ノ海 直哉, Higonoumi Naoya), de son vrai nom Naoto Sakamoto (坂本 直人, Sakamoto Naoto), pour avoir offert des places au honbasho de Nagoya à des yakuzas du Kōdō-kai (弘道会)[réf. nécessaire].
Puis surtout le 20 mai 2010, lorsque le magazine Shūkan Shinchō affirme que l’ōzeki Kotomitsuki est impliqué dans une affaire de paris illégaux sur le baseball avec des yakuzas. L'Association japonaise de sumo annonce le 28 juin qu'elle exclut le lutteur. Avec lui sont finalement suspendus dix-huit autres lutteurs également impliqués, alors que le maître de l'écurie Ōtake (大嶽部屋, Ōtake-beya), Tadashige Naya (納谷 忠茂, Naya Tadashige), connu sous le nom de Takatōriki (貴闘力), est exclu.
Cette affaire connait de nouvelles répercussions début 2011 avec l'arrestation de Sadahide Furuichi (古市 貞秀, Furuichi Sadahide), Tetsuya Yabushita (藪下 哲也, Yabushita Tetsuya) et Shunsaku Yamamoto (山本 俊作, Yamamoto Shunsaku) de l'écurie Ōnomatsu (阿武松) pour organisation de paris illicites, toujours sur le baseball. Puis, lorsque la police découvre, via des courriels présents dans les téléphones portables confisqués lors de leur enquête, des preuves de trucage de match de sumo (八百長, yaochō) entre mars et juin 2010. Onze lutteurs, la plupart de jūryō, et deux maîtres d'écurie sont alors mis en cause ; trois d'entre eux, les lutteurs Chiyohakuhō (千代白鵬, jūryō) et Enatsukasa (恵那司, sandanme) et le maître de l'écurie Takenawa (竹縄) Kasuganishiki (春日錦), reconnaissent rapidement les faits,,,. En conséquence, le tournoi de mars ou haru basho à Osaka est annulé, une première depuis 1946, et l'entrée au tournoi de mai est rendue gratuite pour tous les spectateurs,.
Après investigations, dix nouvelles personnes sont reconnues comme impliquées dans le scandale début avril ; seules trois sur les 23 impliquées ont alors reconnu les faits. On compte parmi ces 23 personnes 21 lutteurs : en conséquence leurs supérieurs, 17 au total, bien que non impliqués sont également punis pour ne pas avoir correctement surveillé leurs protégés. Deux nouveaux lutteurs sont alors forcés de se retirer : Sōkokurai (en) (蒼国来, makuuchi) et Hoshikaze (星風, jūryō). Puis c'est au tour du lutteur Futen'ō (普天王) de se retirer après avoir été suspendu en juillet 2010. Le tournoi de mai est finalement transformé en rencontres destinées à établir un nouveau classement pour le tournoi de juillet à Nagoya, littéralement « tournoi d'examen des compétences » (技量審査場所, ginryū shinsa basho), et n'est pas diffusé à la télévision,. Cependant en mars 2013, la cour de Tokyo invalide la décision de la NSK à la suite d'une demande de Sōkokurai, qui est réintégré pour le tournoi de juillet,.

#### Les paris et jeux

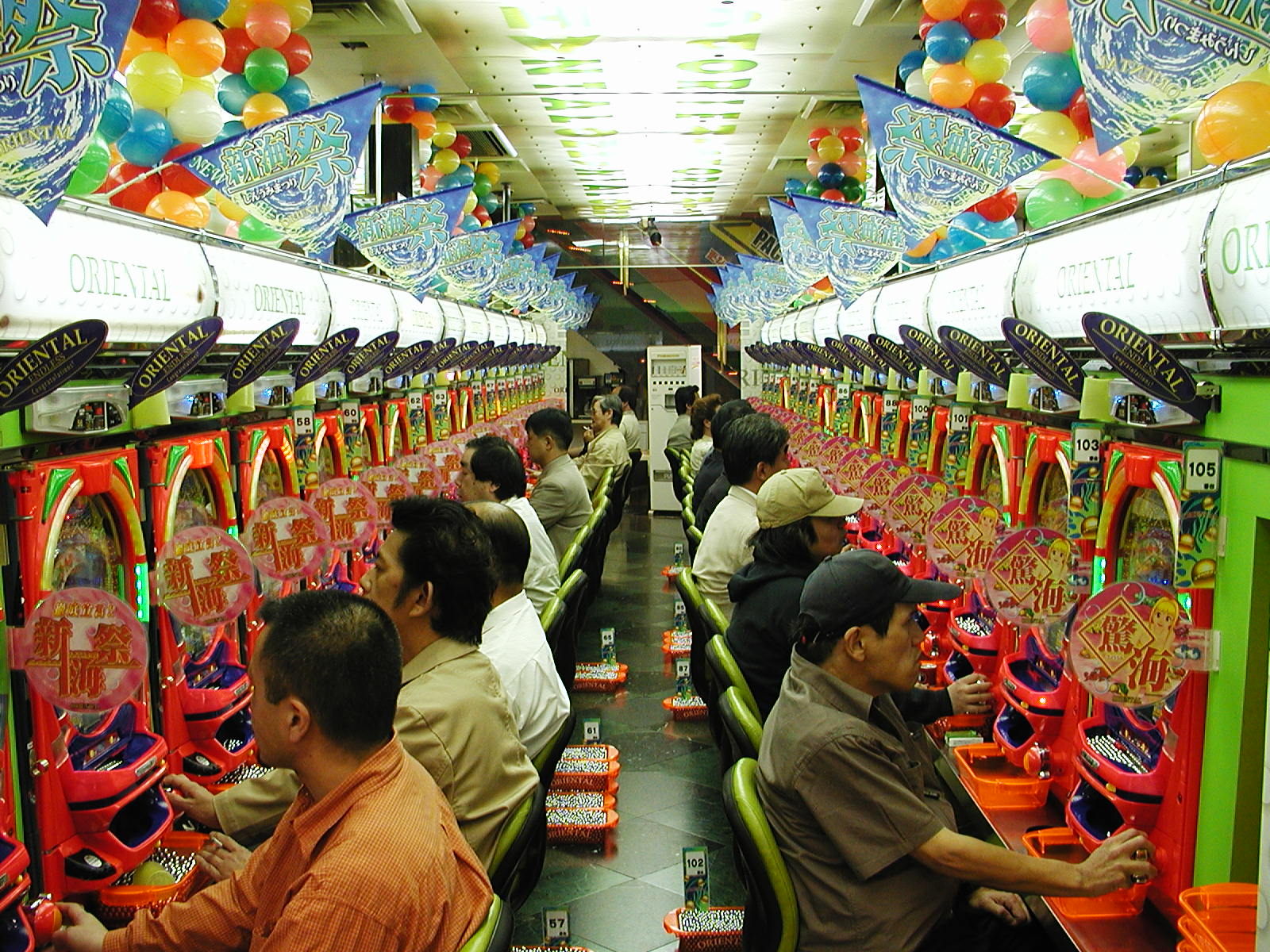
Salle de Pachinko.

C'est un secteur très lucratif au Japon, et le domaine traditionnel d'influence des yakuzas. Ils organisent des paris clandestins dans de nombreux domaines, comme lors de tournois de sumo, de courses de hors-bords, de chevaux, d'automobiles, de vélos, d'Auto Race… Ils tiennent aussi certaines loteries, des casinos et contrôlent des salles de pachinko.
Ce dernier jeu a un succès très important, le chiffre d'affaires du pachinko est énorme puisqu'il se situe au troisième rang de l'économie des loisirs japonais derrière les restaurants et le tourisme. Le pays compterait environ 18 000 salles de jeu, tenues souvent par des gérants d'origine coréenne, et nombreux sont ceux qui entretiennent des relations étroites avec les yakuzas. Ceux-ci se servent de ces salles comme source de revenus, mais aussi comme façade pour blanchir leur argent.

#### L'immobilier
Les yakuzas peuvent jouer sur leur image auprès de la population, et faire de l'intimidation. Ils ont des liens avec les marchés financiers et des intérêts dans des opérations immobilières, par l’intermédiaire des jiageya (地上げ屋). Le droit japonais rendant très difficile l'expulsion des locataires et les expropriations, les jiageya sont des bandes spécialisées dans l’intimidation, qui revendent aux compagnies voulant effectuer des projets de développement beaucoup plus grands. Ils peuvent également intervenir dans des affaires privées. Le système judiciaire japonais est lent et coûteux, les frais devant être avancés dès lors qu'une procédure est lancée, c’est pourquoi il arrive que des citoyens aient recours aux yakuzas pour intervenir dans certaines affaires, comme des litiges de voisinage, de recouvrement de dettes… Ainsi, en 1993, un sondage montrait que 23 % des hommes et 17 % des femmes pensaient que demander l'aide des yakuzas pour pouvoir récupérer son argent, obtenir des contrats et régler des différends en employant la force n’était pas « mal » voire, « ne pouvait être évité ».
Ils se retrouvent également dans le rôle d'usurier : devant la difficulté grandissante d'accéder légalement à des prêts pour la plupart des japonais, ils se sont lancés dans le prêt d'argent. Ils prêtent alors à des taux élevés, souvent en réclamant un garant plus sain financièrement que l'emprunteur.

#### L’industrie du sexe

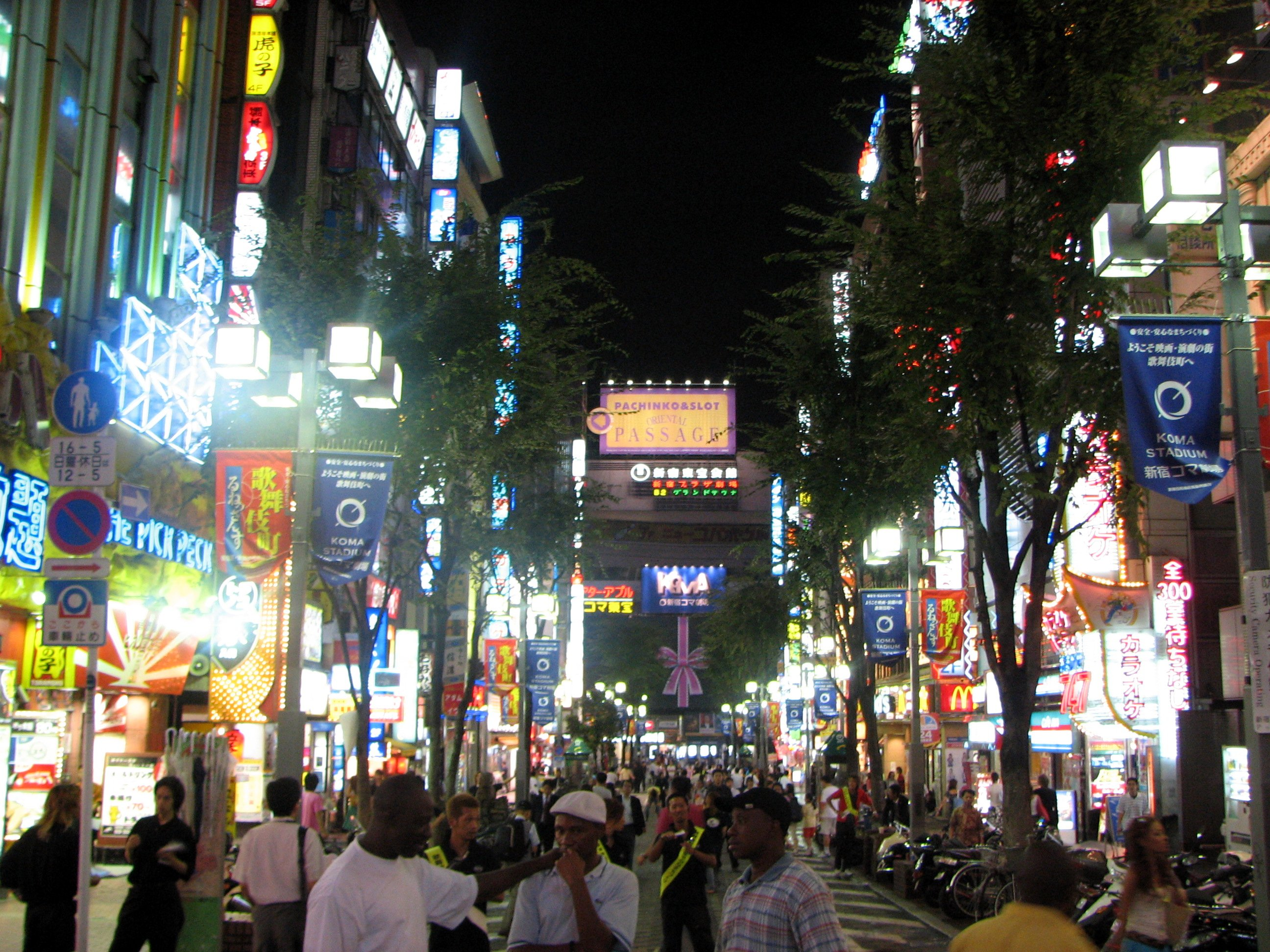
Le quartier de Kabukichō, de nuit.

La prostitution des femmes en général est une activité tenue par des yakuzas. Ce phénomène concernerait entre 100 000 et 150 000 femmes par an dans l’archipel. Les femmes forcées de se prostituer au Japon viennent principalement de l’Asie du Sud-Est et de l’ex-URSS, peu de Japonaises sont impliquées[source insuffisante]. Certaines jeunes filles japonaises se prostituent néanmoins occasionnellement à leur propre initiative, afin d'améliorer leur niveau de vie et se procurer des vêtements ou autres objets de luxe. Il est ainsi estimé que 8 % des jeunes filles japonaises se prostituent. Il est souvent reproché aux autorités de ne pas apporter une réponse suffisante à ce problème, alors que la prostitution est interdite au Japon depuis plus de 50 ans.
Les yakuzas entretiennent par exemple une activité de prostitution très importante à Kabukichō, un quartier de Shinjuku ; c'est actuellement un des centres des plaisirs les plus importants au monde, malgré sa faible superficie (3 500 m2). Il y aurait plus de 1 000 yakuzas dans ce quartier, et plus de 120 entreprises seraient sous leur contrôle. La plupart des édifices sont des bars, des love hotel, des strip show et des lieux de prostitution comme les soapland. Mais il y a aussi des cinémas « standards » et des restaurants.
Tous ces établissements ont la particularité d'avoir pignon sur rue. Le quartier a connu un essor important dans la seconde moitié des années 1980, avec l'arrivée de nombreux étrangers, et l'implantation de la mafia chinoise, qui cohabite sur le même espace avec les clans yakuzas.
Les yakuzas sont aussi fortement impliqués dans la pornographie, ils organisent une contrebande de matériel pornographique non censuré venant d'Europe et d'Amérique (l'offre pornographique locale étant censurée, ce qui n'est pas le cas de la pornographie venant d'Europe et d'Amérique).

#### Les trafics

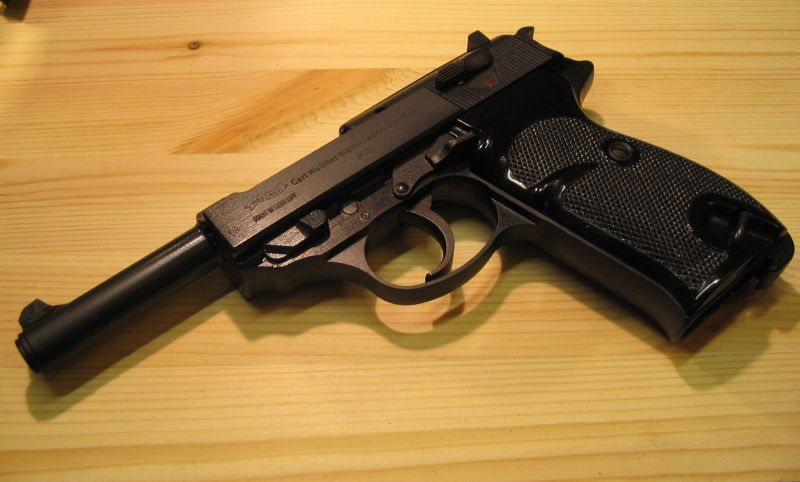
Un Walther P38 acheté 100 dollars à Taïwan est revendu 10000 dollars à Tokyo.

- Le trafic de drogue est une source de revenus assez récente, qui s'est développée à la suite de leur expansion au niveau mondial, pour finalement devenir une des activités les plus importantes sur le plan financier. Avant la loi Antigang de 1992, il existait une certaine tolérance de la police sur le trafic d'amphétamines[100]. Les clans ont dû s'adapter à cette nouvelle activité, en revoyant leur système de fonctionnement pour pouvoir blanchir de l'argent à plus grande échelle. La législation japonaise est très sévère dans ce domaine (exemple : pour 400 grammes de cannabis, quatre ans de prison[99]).

- Le trafic d'armes est une activité de contrebande très ancienne. Elle remonte au milieu du XVIe siècle, avec les premières importations en provenance du Portugal. La législation japonaise est très stricte sur la possession d'armes, les yakuzas ont donc développé un marché parallèle qui prend sa source dans des pays asiatiques (Chine, Taïwan, Hong Kong, Philippines), mais également aux États-Unis, où ils profitent de la qualité des produits et de l'accessibilité des armes[101].

- Ils s'occupent de l'immigration clandestine pour entrer au Japon. Ce circuit leur « fournit » des prostituées, et en parallèle des travailleurs journaliers pour la construction et les docks. Ils aident ainsi les entreprises ayant auparavant subi un chantage.

Parmi toutes ces activités, la plus lucrative des groupes violents reste néanmoins le trafic de drogue (des amphétamines, notamment, dont environ 60 % du trafic serait dû aux Yakuzas), assurant 35 % de leurs revenus devant le racket (20 %), les jeux et les paris (17 %) et la prostitution (13 %).
Grâce à ces procédés divers, les yakuzas ont un chiffre d’affaires annuel estimé à 34 milliards d’euros en 2003.

## Implantation géographique

### L’ancrage historique au Japon
Chaque mafia possède son propre « point d’apparition et de propagation », point encore actif aujourd’hui. Il correspond dans la plupart des cas à une ville et ses alentours. Ces « capitales mafieuses » sont encore aujourd’hui contrôlées par les mafias qui y sont nées.
Les yakuzas ne font pas exception à cette règle. Ils sont ainsi historiquement présents sur l’île principale de Honshū, dans le Kansai (partie occidentale de Honshū), et dans le Kantō (centre-est). Le Kansai était occupé plutôt par des Tekiya, alors que le Kantō l'était en grande partie par des Bakuto. Cet héritage a entrainé certaines spécificités qui ont longtemps perduré chez les yakuzas, mais qui ont actuellement tendance à s’estomper.
Les clans, tout en restant très ancrés localement, ont également réussi à développer un réseau hors du Japon, aidés par leur implantation dans les grands ports japonais de Tokyo, Kobe, et Yokohama. Leur implantation internationale reste néanmoins plus limitée que les autres grandes mafias.

### L’expansion internationale

#### En Asie du Sud-Est
Les yakuzas sont engagés en Asie du Sud-Est dès les années 1960, ils s'y emploient à développer le tourisme sexuel et le trafic de drogue. C’est la zone où ils sont encore aujourd’hui les plus actifs.
Ils sont ainsi présents en Corée du Sud, Chine, Taïwan, Thaïlande, Philippines, Viêt Nam et dans les îles du Pacifique (notamment Hawaï).

#### Aux États-Unis
Dans un mouvement similaire à celui suivi par les autres mafias, les yakuzas ont accompagné l’expansion de la présence de la communauté japonaise dans le monde. De ce fait, on les retrouve aux États-Unis, qui comptent une importante communauté nippone émigrée (plus de 850 000 personnes), essentiellement à Hawaï et en Californie. Dans les années 1980, ils ont profité du boom de l'immobilier dans ce pays pour investir, notamment à Hawaï, Las Vegas et Los Angeles.
Hawaï est aussi employée comme plaque tournante vers les États-Unis du trafic de méthamphétamine et des armes à feu en contrebande au Japon. Les yakuzas se sont facilement intégrés à la population locale, puisque beaucoup de touristes réguliers de ces îles viennent du Japon ou d'autres pays asiatiques. On a estimé que les yakuzas contrôlaient environ 90 % du trafic de méthamphétamine à Hawaï en 1988. Ils se font aussi rabatteurs, dirigeant les touristes japonais vers les bordels et dans les salles de jeu.
En Californie, les yakuzas ont fait des alliances avec les groupes vietnamiens et coréens locaux, et également avec les triades chinoises. Ils sont présents à Los Angeles, San Francisco, Seattle et Las Vegas. Ils ont été repérés à Las Vegas et à New York guidant les touristes japonais vers les établissements de jeu, légaux et illégaux.
Ils profitent également de l'attrait dégagé par Los Angeles sur les jeunes femmes rêvant d'entrer dans le milieu cinématographique. Les membres des clans se servent de cette situation pour recruter, afin d'alimenter leurs filières de production pornographique et le milieu de la prostitution au Japon. En effet, les femmes occidentales sont très populaires parmi les hommes japonais, en particulier les blondes.

#### Au Mexique
Les yakuzas sont présents un peu partout dans le monde, y compris au Mexique, notamment dans les filières d'immigration clandestine[réf. nécessaire]. On a ainsi vu dans ce pays, au cours des années 1990, un couple de prétendus employeurs recruter à travers le pays des jeunes filles (principalement avec des diplômes de tourisme et avec de bonnes connaissances en anglais) en leur promettant un travail au Japon. Mais à leur arrivée sur le territoire, elles sont en fait entrées dans un réseau de prostitution. Quelques-unes réussirent à s’échapper et à leur retour au Mexique, elles informèrent les autorités. Les coupables furent arrêtés et condamnés, non pas pour proxénétisme à cause du manque de dénonciateurs, mais seulement pour immigration illégale.
Un cas similaire s’est produit au Pérou. Selon les estimations de l’Association des femmes hispaniques (dont le siège se trouve à Miami), près de 3 000 femmes mexicaines se prostituent au Japon, après avoir été recrutées par les différents clans yakuza.

#### EnAustralie
La présence de Yakuza en Australie est actuellement minimale, étant limité principalement à la Gold Coast, où les membres des clans viennent blanchir de l'argent dans des casinos, ou extorquer de l'argent aux entreprises japonaises travaillant principalement dans le domaine du tourisme. Ils sont également liés au trafic de drogue. Il semblerait que les yakuzas n'aient aucun enracinement connu en Australie, mais avec les nouvelles lois antigang votées au Japon, cette situation pourrait changer, ce qui entraînerait des conflits avec les organisations mafieuses déjà en place, comme la Mafia, le 'Ndrangheta et la mafia irlandaise.

## Place dans la culture populaire
L'univers des yakuzas est une source importante d'inspiration pour la culture japonaise, servant de base aux œuvres d'auteurs, de scénaristes, voire aux concepteurs de jeux. Un nombre important de films, de livres y sont ainsi consacrés, et plus récemment des jeux vidéo.

### Filmographie

#### Cinéma

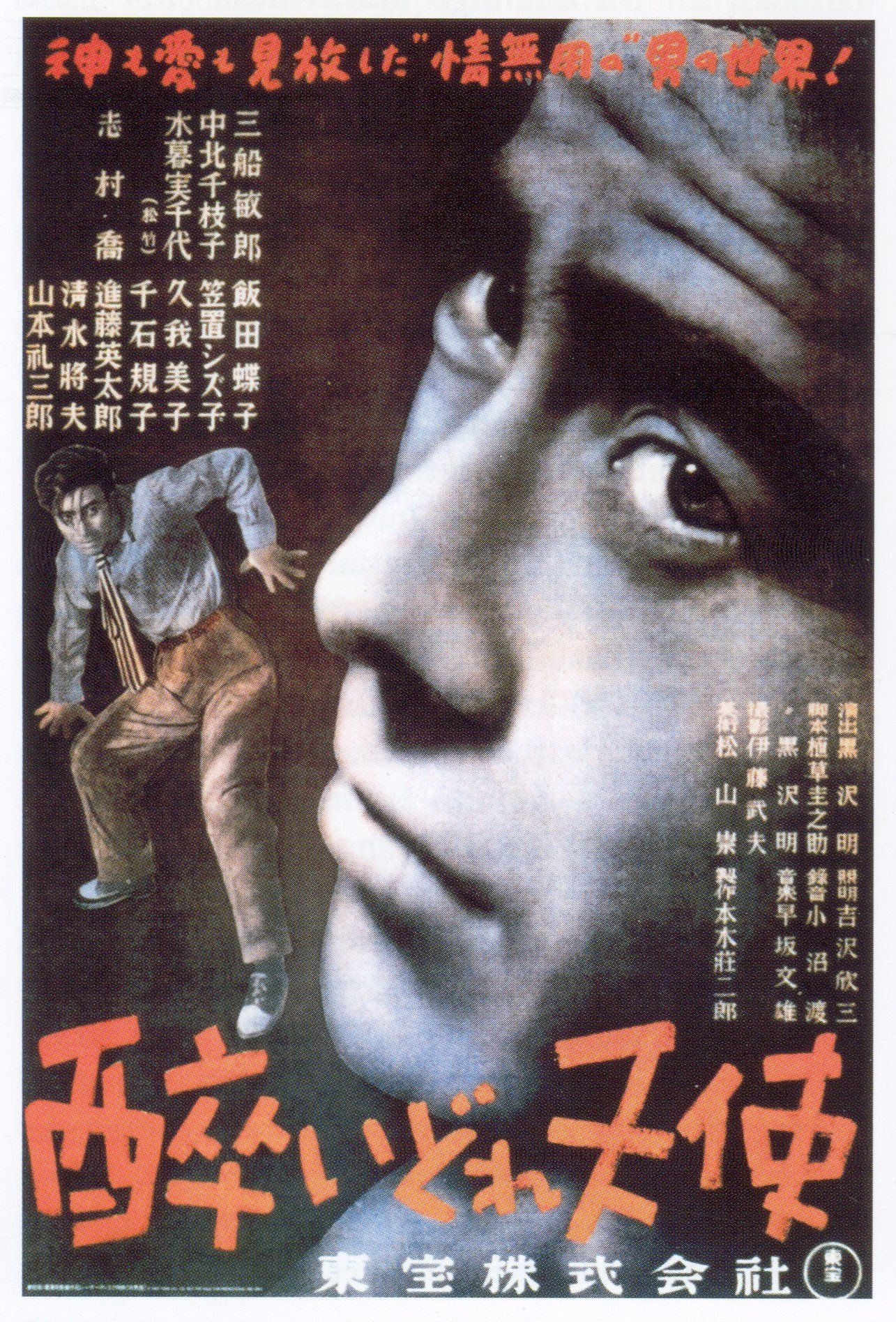
Poster de L'Ange ivre, de Akira Kurosawa, sorti en 1948, un film de genre Yakuza Eiga.

Au Japon, un genre de film très populaire se concentre sur la vie et les relations des yakuzas, le Yakuza eiga. Des cinéastes étrangers se sont également intéressés au sujet. Les films où les yakuzas sont présents sont très nombreux, parmi les plus marquants on peut citer :
| Année | Titre français                   | Réalisation         |
| ----- | -------------------------------- | ------------------- |
| 1961  | Cochons et Cuirassés             | Shōhei Imamura      |
| 1971  | Guerre des gangs à Okinawa       | Kinji Fukasaku      |
| 1973  | Combat sans code d'honneur       | Kinji Fukasaku      |
| 1974  | The Yakuza                       | Sydney Pollack      |
| 1989  | Black Rain                       | Ridley Scott        |
| 1991  | Dans les griffes du dragon rouge | Mark L. Lester      |
| 1993  | Soleil levant                    | Philip Kaufman      |
| 1995  | Crying freeman                   | Christophe Gans     |
| 1997  | Postman Blues (Posutoman Burusu) | Sabu                |
| 1998  | Samurai Fiction                  | Hiroyuki Nakano     |
| 2000  | Aniki, mon frère                 | Takeshi Kitano      |
| 2007  | WAR                              | Phillip G. Atwell   |
| 2007  | Young Yakuza                     | Jean-Pierre Limosin |
| 2009  | Shinjuku Incident                | Derek Yee           |
| 2010  | Outrage                          | Takeshi Kitano      |
| 2012  | Outrage: Beyond                  | Takeshi Kitano      |
| 2017  | Outrage Coda                     | Takeshi Kitano      |
| 2018  | The Outsider                     | Martin Zandvliet    |
| 2019  | First Love, le dernier yakuza    | Takashi Miike       |
| 2020  | A Family                         | Michihito Fujii     |

### Manga, animé et drama
- Gokusen : manga (2000), drama (2002, 2005 et 2008) et animé (2004). L'héritière d'un clan devient enseignante dans un lycée difficile, et se voit assigné une classe de délinquants, la 3-D. Elle va leur enseigner les mathématiques, tout en s'impliquant progressivement à plusieurs autres niveaux, allant jusqu'à sortir sortir ses élèves d'un mauvais pas en utilisant parfois ses compétences d'héritière du clan.
- My Boss, My Hero : film (2001), drama (2002). Un jeune chef de gang, qui semble être trop stupide pour effectuer son travail, rate une grosse transaction, car il ne sait pas compter correctement, et est d'autre part pratiquement illettré. Afin d'accéder à la succession du clan, son père lui impose alors de retourner au lycée, pour obtenir son diplôme. Il ne doit pas dévoiler son appartenance aux yakuzas, sous peine d'être immédiatement exclu.
- Twittering birds never fly : manga du genre yaoi (2011). Yashiro, un masochiste totalement dépravé, patron d’un clan de yakuza et de la société de finance Shinsei, embauche comme garde du corps Chikara Dômeki, un homme secret et peu bavard. Alors qu'Yashiro voudrait profiter du corps de Dômeki, ce dernier est impuissant[110].
- Like the Beast : manga, yaoi (2008). Tomoharu Ueda, officier de police dans un petit poste local, fait la rencontre d'Aki Gotôda, fils du chef d'un clan yakuza, à la poursuite d'un voleur de sous-vêtements. Le lendemain matin, Aki se présente chez lui pour le remercier de son aide et se retrouve à lui faire une déclaration d'amour. Interloqué, Ueda lui répond qu'il vaut mieux qu'ils apprennent à se connaître, mais c'est sans compter l'obstination d'Aki, prêt à tout pour arriver à ses fins.

Plusieurs mangas de Ryōichi Ikegami se situent dans le milieu de la pègre japonaise :
- Crying Freeman (1986).
- Sanctuary (1990) : Hôjô et Asami, amis d'enfance, n'ont qu'un seul objectif : redonner aux Japonais le goût de vivre, et secouer le pays. Pour cela, ils décident de gravir les échelons du pouvoir, l'un dans la lumière, en tant que politicien, l'autre dans l'ombre, comme yakuza.
- Strain (1996).
- Heat (1999) : Tatsumi Karasawa est le propriétaire d'un club à Tokyo qui a pour projet d'étendre son activité. Il donne du fil à retordre non seulement aux forces de l'ordre, mais également aux yakuzas, dont il arrive cependant à rallier un certain nombre à ses côtés.

### Jeux vidéo
- La série des Yakuza (Ryū ga Gotoku en japonais) met en scène plusieurs aventures qui se suivent et sont liées de près aux yakuzas. Plusieurs films adaptent des épisodes de cette série dont Yakuza : L'Ordre du dragon de Takashi Miike.
- Nexus: The Jupiter Incident : l'un des adversaires de la première partie du jeu est une compagnie financée par les yakuzas.
- Grand Theft Auto III : l'un des gangs de la seconde ville, Staunton, s'appelle les Yakuza.
- Dans le jeu Saints Row 2, le joueur est amené à combattre un gang de yakuza qui se nomme les Rōnin.
- Dans le jeu Payday 2, l'un des contenus additionnels propose d'incarner un Yakuza, appelé Jiro.
- Dans le jeu Yandere Simulator, les Yakuzas sont les alliés du personnage principal, l'aidant dans certaines quêtes.
- Dans le jeu Danganronpa 2: Goodbye Despair, un élève a pour talent d’être l’Ultime Yakuza, Fuyuhiko Kuzuryu . On apprend qu’il est le descendant direct et l’héritier de sa famille, la famille Kuzuryu.

### Série TV
- Dans l'épisode 2 de la Saison 2 (Irezumi) de la série française Astrid et Raphaëlle le duo enquête sur le meurtre d’un individu qui possédait des liens avec les Yakuzas.

- En 2022 la série Tokyo Vice sort avec comme sujet les rivalités entre gang yakuza.

### Documentaire
- Alexander Deting, Yakuzas, entre le bien et le mal, diffusé sur la chaîne Arte le 26 février 2013 à 20 h 50